# (4177) Kohman
(4177) Kohman es un asteroide que forma parte del cinturón exterior de asteroides y fue descubierto el 21 de septiembre de 1987 por Edward L. G. Bowell desde la Estación Anderson Mesa, en Flagstaff, Estados Unidos.

## Designación y nombre
Kohman recibió al principio la designación de 1987 SS1.
Más tarde, en 2000, se nombró en honor del químico nuclear estadounidense Truman Paul Kohman (1916-2010).

## Características orbitales
Kohman orbita a una distancia media de 3,3 ua del Sol, pudiendo alejarse hasta 4,242 ua y acercarse hasta 2,358 ua. Su excentricidad es 0,2855 y la inclinación orbital 17,17 grados. Emplea en completar una órbita alrededor del Sol 2190 días.

## Características físicas
La magnitud absoluta de Kohman es 12,9.